# Soesja Citroen
E.E. (Soesja) Citroen (Den Haag, 25 september 1948) is een jazzzangeres en -componiste. In 1980 debuteerde zij op het North Sea Jazz Festival. Zij werkte samen met grote namen uit de Nederlandse muziekindustrie, zoals Rogier van Otterloo. Haar bijnaam is the virgin voice, de maagdelijke stem. Ze staat met 4 sterren vermeld in de 2005 Penguin Guide of Jazz, haar compositie Song for Ma wordt "magnificent" genoemd.
Soesja's moeder Agnes Jama was pianiste en componiste, zodat ze de muziek van jongs af aan mee kreeg. Ze studeerde psychologie en werkte ook een tijd als psycholoog, maar de muziek bleef haar belangstelling houden en naast wat pianolessen nam ze ook zangles. Na vier elpees te hebben opgenomen begin jaren 80 met onder meer Nedly Elstak, Willem Breuker, Nico Bunink en Cees Slinger maakte ze voor VARAgram een drietal albums met het Metropole Orkest. Vanaf 1994 maakte ze voor Challenge Jazz vijf cd's, de laatste drie met alleen eigen composities (tekst en muziek).
In 2020 verscheen van haar hand "Hier woonden - Stolpersteine Gouda". In dit boek beschrijft ze de geschiedenis van de weggevoerde en door de nazi's vermoorde Goudse Joden aan de hand van hun woonadressen in Gouda. Bij hun vroegere woningen zijn in de afgelopen jaren Stolpersteine geplaatst. Voor haar inzet om de verhalen van haar tijdens de Tweede Wereldoorlog vermoorde stadgenoten 'levend' te houden werd ze in 2020 benoemd tot ereburger van Gouda. Ze kreeg de daarbij behorende zilveren erepenning overhandigd door de burgemeester van Gouda.
In april 2024 werd de laatste, van de in totaal 389 Stolpersteine, in Gouda geplaatst.

## Discografie
- To build (1980)
- Good enough for jazz (1981)
- Key largo (1982)
- Soesja Citroen sings Thelonious Monk (lp, 1983)
- Angel eyes (1984)
- Shall we dance (1986)
- Soesja Citroen sings Fred Astaire (1987)
- Soesja in silk (1988)
- Soesja Citroen Band live (1991)
- Soesja Citroen sings Thelonious Monk (cd, 1994)
- Here and now (1994)
- Songs for lovers and losers (1996)
- Yesterdays (1998)
- Song for Ma (1998)
- Soesja sings Citroen (2001)
- Don't cry baby (2005)

## Documentaire
- Toen ik 13 was vond ik Monk heel goed in de serie NJA Jazzportretten (Jan Kelder)

- International Standard Name Identifier: 0000 0000 4156 0873
- Library of Congress Control Number: no98018374
- MusicBrainz: 15f836e0-d631-41b8-ac6e-76e444d4a93c
- Nationale Bibliotheek van Israël: 987007314915805171
- Nederlandse Thesaurus van Auteursnamen: 07349173X
- Virtual International Authority File: 56223360
- WorldCat: E39PBJxmCj48Gm7mYfQKcY9VYP